# Valerie Edmond
Valerie Edmond (Edimburgo, 1969) è un'attrice teatrale e poetessa britannica.

## Filmografia

### Cinema
- One More Kiss, regia di Vadim Jean (2000)
- L'erba di Grace, regia di Nigel Cole (2000)
- Un amore di testimone, regia di Paul Weiland (2008)

### Televisione
- Outlander - serie TV

## Teatrografia
- The Sunshine Boys, diretto da Maureen Lipman (1989)